# Badminton-Juniorenweltmeisterschaft 2009
Die Badminton-Juniorenweltmeisterschaft 2009 fand vom 23. Oktober bis zum 1. November 2009 in Alor Setar, Malaysia, statt.

## Medaillengewinner
| Disziplin    | Gold                                      | Silber                                   | Bronze                                          |
| ------------ | ----------------------------------------- | ---------------------------------------- | ----------------------------------------------- |
| Herreneinzel | Tian Houwei                               | Iskandar Zulkarnain Zainuddin            | Tatsuya Watanabe                                |
| Herreneinzel | Tian Houwei                               | Iskandar Zulkarnain Zainuddin            | Hsu Jen-hao                                     |
| Dameneinzel  | Ratchanok Intanon                         | Porntip Buranaprasertsuk                 | Suo Di                                          |
| Dameneinzel  | Ratchanok Intanon                         | Porntip Buranaprasertsuk                 | Chen Xiaojia                                    |
| Herrendoppel | Chooi Kah Ming Ow Yao Han                 | Berry Angriawan Muhammad Ulinnuha        | Angga Pratama Yohanes Rendy Sugiarto            |
| Herrendoppel | Chooi Kah Ming Ow Yao Han                 | Berry Angriawan Muhammad Ulinnuha        | Tin D. Caballes Nipitphon Puangpuapech          |
| Damendoppel  | Tang Jinhua Xia Huan                      | Suci Rizky Andini Tiara Rosalia Nuraidah | Rodjana Chuthabunditkul Sapsiree Taerattanachai |
| Damendoppel  | Tang Jinhua Xia Huan                      | Suci Rizky Andini Tiara Rosalia Nuraidah | Poon Lok Yan Tse Ying Suet                      |
| Mixed        | Maneepong Jongjit Rodjana Chuthabunditkul | Angga Pratama Della Destiara Haris       | Lu Kai Bao Yixin                                |
| Mixed        | Maneepong Jongjit Rodjana Chuthabunditkul | Angga Pratama Della Destiara Haris       | Liu Peixuan Xia Huan                            |
| Mannschaft   | Volksrepublik China                       | Malaysia                                 | Thailand                                        |

## Medaillenspiegel
| Rang  | Land                | Gold | Silber | Bronze | Gesamt |
| ----- | ------------------- | ---- | ------ | ------ | ------ |
| 1     | Volksrepublik China | 3    | 0      | 4      | 7      |
| 2     | Thailand            | 2    | 1      | 3      | 6      |
| 3     | Malaysia            | 1    | 2      | 0      | 3      |
| 4     | Indonesien          | 0    | 3      | 1      | 4      |
| 5     | Japan               | 0    | 0      | 1      | 1      |
| 5     | Chinesisch Taipeh   | 0    | 0      | 1      | 1      |
| 5     | Hongkong            | 0    | 0      | 1      | 1      |
| Total | Total               | 6    | 6      | 11     | 23     |